# Fenêtre asthénosphérique

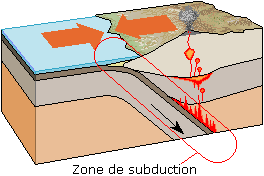
Schéma simplifié d'une zone de subduction.

En géologie, une fenêtre asthénosphérique est une brèche formée sur une plaque océanique où une dorsale glisse en zone de subduction. La formation d'une fenêtre asthénosphérique produit une zone où la croûte de la plaque supérieure perd le soutien du manteau lithosphérique et est exposée au manteau asthénosphérique, créant des effets thermiques, chimiques et physiques dans le manteau pouvant changer drastiquement certains phénomènes tectoniques et magmatiques de la plaque supérieure.
En général, les données utilisées pour identifier les fenêtres asthénosphériques proviennent de la tomographie sismique ainsi que des recherches sur le transfert thermique.  